# Абадан-Унат, Нермин
Нермин Абадан-Унат (тур. Nermin Abadan Unat, род. 18 сентября 1921) — турецкий социолог, в 1978—1980 годах была членом Сената.

## Биография
Родилась 18 сентября 1921 года в Вене в семье боснийского торговца Мустафы Сулеймановича и его жены венгерской баронессы Эльфриды Карвинской. Вскоре после рождения дочери семья переехала в Стамбул. Когда Нермин было 9 лет, её отец, находясь в тяжёлом финансовом положении, совершил самоубийство. После этого она с матерью переехала в Будапешт. Там она прожила до того, как ей исполнилось 15 лет, после этого вернулась в Турцию. На момент возвращения она знала четыре языка, но совершенно не владела турецким. Она поселилась в Измире, где проживали родственники её отца. Там Нермин окончила женский лицей, затем переехала в Стамбул. Там в 1944 году окончила юридический лицей при Стамбульском университете. Затем переехала в Анкару, работала в газете «Ulus». В 1947 году устроилась в адвокатскую палату Анкары, но в сфере юриспруденции никогда не работала.
В 1951 году защитила диссертацию в Анкарском университете. Затем училась в университете Миннесоты по программе Фулбрайта. В 1953 году вернулась в Турцию и в 1953-89 годах преподавала в Анкарском университете. В 1978—1980 годах входила в состав Сената.

## Вклад
Изучала положение турецких женщин, а также турок, работающих в Германии, получив за эту работу орден за заслуги перед ФРГ. Будучи сторонницей модернизации, считает, что сельские привычки, а также традиции, являющиеся наследием феодализма, препятствуют модернизации и государство должно способствовать избавлению от них. Помимо этого, по мнению Абадан-Унат, для успеха модернизации необходимо проводить курс жёсткой секуляризации. Впрочем, начиная с 2010-х годов, она, по-видимому, изменила своё мнение относительно роли религии в модернизации. Например, первоначально она последовательно отстаивала запрет на ношение мусульманских головных платков, но позднее начала считать их ношение допустимым.